# Lüneburger SK Hansa
Lüneburger Sport-Klub Hansa von 2008 e.V. é uma agremiação esportiva alemã, fundada a 1 de março de 2008, sediada em Lüneburg, na Baixa Saxônia.
O clube foi fundado em 2008 como resultado de uma fusão entre Lüneburger SK e MSV Lüneburg.

## História
O Lüneburger SK entrou em sérias dificuldades financeiras após a sua despromoção da Regionalliga Nord, em 2001, o que o levou em 2002 a um quadro de insolvência. Para resolver as dívidas do clube o seu presidente, Manfred Harder, buscou parceiros adequados. Depois de três meses de negociações, ele anunciou no início de 2008 com o comitê da equipe da liga distrital, MSV Lüneburg, a fundação de um novo clube, o FC Hansa Lüneburg.
Na temporada 2008-2009 o FC Hansa Lüneburg assumiu a vaga ocupada pelo Lüneburger SK na Niedersachsenliga e pleiteou o seu direito de participar da primeira fase, temporada 2008-2009, da DFB-Pokal, estreando com derrota por 5 a 0, e a consequente eliminação frente ao VfB Stuttgart. Na Niedersachsenliga alcançou o 4º lugar em sua primeira temporada.
A equipe principal temporariamente utiliza o estádio Wilschenbruch que, após a sua venda, será demolido para dar lugar à residências.
O gerente da equipe, Dovas Christos, e o presidente do Lüneburger SK, Manfred Harder, escolheram a denominação do recém-fundado clube de futebol, o FC Hansa Lüneburg. O nome deveria refletir o passado da cidade de Lüneburg como membro da Liga Hanseática, desde 2007 Lüneburg foi mais uma vez reconhecida oficialmente como uma cidade hanseática. Após os primeiros comentários críticos sobre o nome, especialmente por conta da semelhança com o conhecido FC Hansa Rostock, em fevereiro de 2008, um jornal local, Landeszeitung für die Lüneburger Heide, publicou uma pesquisa em que mais de 700 leitores participaram. 59% votaram contra a escolha FC Hansa. A 1 de julho de 2011, ocorreu a mudança para Lüneburger SK Hansa.

### Lüneburger SK
O Lüneburger Sport-Klub von 1901 e.V. foi criado a 1 de abril de 1901 como Lüneburger Fußball-Club. Seu nome foi mudado para Lüneburger Sport-Klub, em 1912. Na temporada 1951-1952 atuou na Oberliga Nord, uma das ligas pertencentes ao mais alto nível da Alemanha Ocidental. Na temporada 1992-1993, se classificou para a primeira rodada da DFB-Pokal pela primeira vez.
Em 2000-2001, atuou na Regionalliga Nord. Em 2005-2006, foi segundo na Niedersachsen Ost e perdeu a promoção para a Oberliga Nord apenas pela diferença de gols para o VSK Osterholz-Scharmbeck. Novamente, em 2006-2007, ficou em segundo lugar, atrás do TuS Heeslingen. Na última temporada, 2007-2008, Sievers Ralf foi seu treinador e conseguiu a qualificação para a primeira fase da DFB-Pokal, pela segunda vez.

### MSV Lüneburg
A associação foi fundada em 1928 como SV Lüneburg. Após a reintrodução do serviço militar obrigatório, em 1935, mudou seu nome para Militär-Sport-Verein Lüneburg. Através de numerosos recrutas locais em Lüneburg, como Siegfried Rachuba, chegou em 1938, à Gauliga Niedersachsen após bater nos play-offs o FV Woltmershausen e VfB Braunschweig.
Entre 1942 e 1943, o MSV falhou nos play-offs diante de Eintracht Hannover e SpVgg Hannover 97. Em seguida, o Lüneburg foi incluído na recém-criada Gauliga Osthannover, terminando em quinto. Com o fim da guerra, o time foi reconstituído como MSV Lüneburg, mas não iria mais além das ligas regionais. A 1 de março de 2008 se uniu ao Lüneburger SK para a criação do Hansa Lüneburg FC, o atual Lüneburger SK.